# 天主教新奧爾良總教區
天主教新奧爾良總教區（拉丁語：Archidioecesis Novae Aureliae）是羅馬天主教會以美國南部新奧爾良為中心的一個教省總教區，也是該國三十二個總教區之一。總教區下轄六個教區。
總教區管轄範圍包括路易斯安那州東部八個縣，2009年時有387,101名教友，一百零八個堂區和三百五十八名司鐸。現任總主教為額我略·M·愛蒙德，輔理主教為威田南·J·法布爾，榮休總主教為歐爾發·克利夫滕·休斯。主教座堂為聖路易主教座堂。
路易斯安那暨兩佛羅里達教區於1793年4月25日設立，當時包括法屬路易斯安那、東佛羅里達和西佛羅里達，屬夏灣拿總教區。教區是美國第二古老的天主教教區，僅次於巴爾的摩總教區；教區於1830年易名為新奧爾良教區，1850年7月19日升格為總教區。總教區於2019年至2020年的面積為4208平方英里，有超過51萬8000名教友（佔轄區人口大約43.2%）、111個堂區和337位司鐸。